# Miro Princes
Miro Princes, slovenski kmet, gostilničar in član organizacije TIGR, * 16. julij 1909, Vipava, † 28. april 1985 (?).
Miro Princes je bil med tistimi zavednimi Slovenci, ki se je že v mladosti odločno uprl fašističnemu nasilju na Primorskem. Trgovec Stanko Poniž je bil v Gorici povezan z Zorkom Jelinčičem in drugimi tigrovci ter od tam v zabojih za svojo trgovino v Vipavi z drugim blagom prejemal prepovedano literaturo in drug ilegalen material, ki so ga  potem delili po vaseh v Vipavski dolini. Ko tako ni šlo več, ker je bil tajni kanal iz Gorice odkrit, so oglarji iz Gorice organizirali nov tajni kanal. V vrečah za oglje so tovorili knjige, ko so z vozovi hodili na Nanosa po oglje. Pri razdeljevanju materiala in drugih protifašističnih propagandnih akcijah v gornji Vipavski dolini so sodeloval zlasti študent Drago Bajc, Stanko Poniž, Miro Princes in Ivo Može. Tako je nastala močna tajna celica, ki je tesno sodelovala tudi z oboroženo trojko Tone Černač, Josip Kukec in Danilo Zelen iz Jugoslavije, ki se je večkrat zadrževala v mlinu Jožefa Uršiča v Podragi in drugih krajih. Princes je trojki pomagal s hrano in raznimi obveščevalnimi podatki. Njegovo ilegalno delo je ostalo neodkrito vse do konca vojne. Po osvoboditvi je delal doma na kmetiji vse do 28. aprila 1985, ko je naredil samomor. Pokopan je v Vipavi.